# Schahr-e Suchte

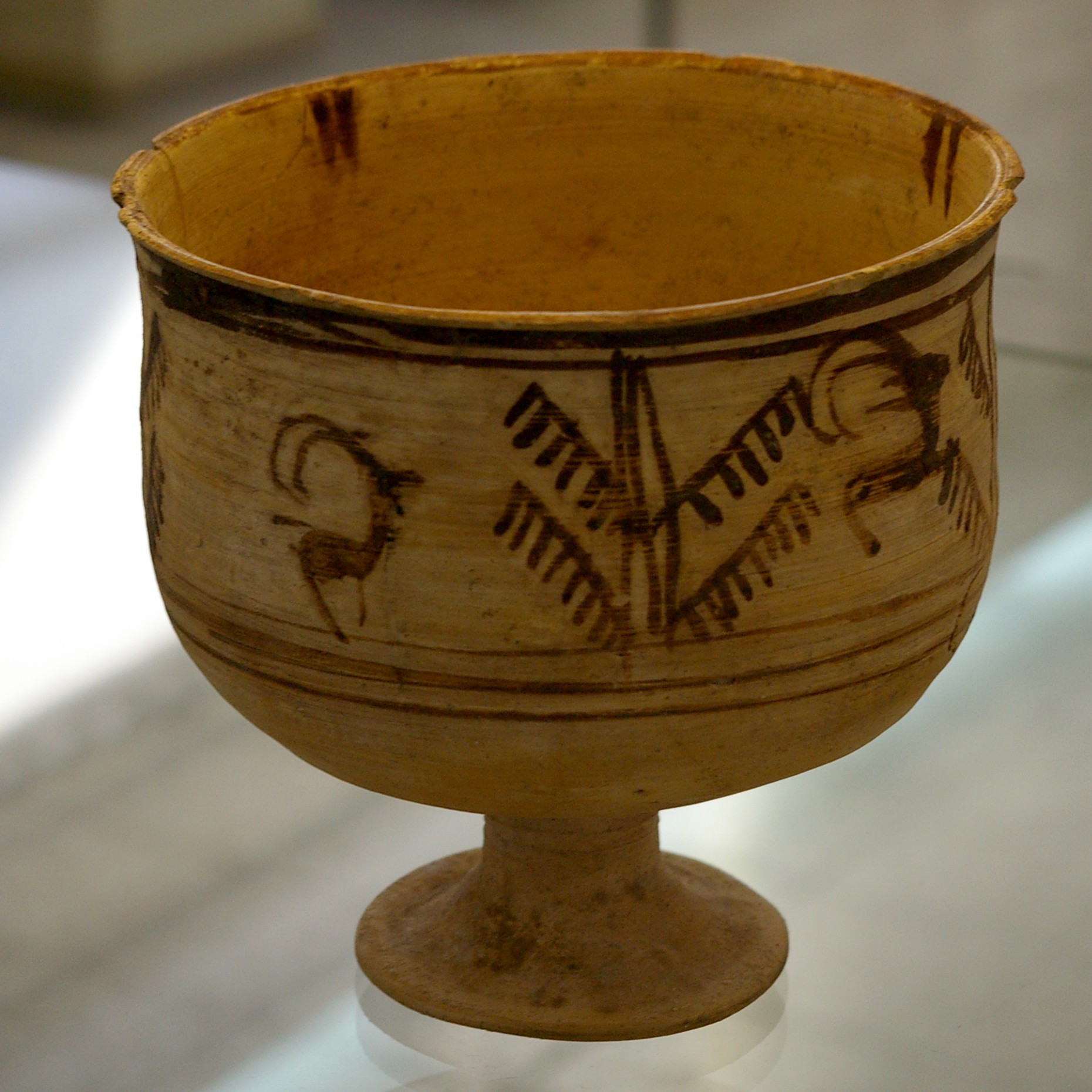
Vase mit Ziege aus der zweiten Hälfte des 3. Jahrtausends v. Chr. aus Schahr-e Suchte

Das vollständige Bild der Vase

Schahr-e Suchte (persisch شهر سوخته, DMG šahr-e sūḫte, ‚Verbrannte Stadt‘, weitere Schreibweisen Shahr-i Sokhta, Shahr-i Sukhta, Shahr-e Sukhteh und Shahr-e Sookhte) ist ein archäologischer Fundort am Ufer des Helmandflusses in der iranischen Provinz Sistan und Belutschistan. Er befindet sich auf halber Strecke zwischen den Städten Zabol und Zahedan. Der Ort am Ostrand der Wüste Lut liegt in einer Salzsteppe – nur an den Ufern des perennierenden Flusses befindet sich Galeriewald. Schahr-e Suchte wurde Juni 2014 in die Liste der UNESCO-Weltkulturerbestätten aufgenommen.

## Grabungsgeschichte
Erste Ausgrabungen erfolgten 1967–78 durch das Iranische Zentrum für Archäologische Studien und das Italienische Institut des Mittleren und Fernen Ostens. 1997 wurden weitere Forschungs- und Ausgrabungsarbeiten unter der Leitung von Mansur Sajjadi im Rahmen des Internationalen Archäologischen Projekt Shahr-i Sokhta und Dahan-ye Qolaman durchgeführt. Seit 2016 leitet Enrico Ascalone das Multidisziplinäre Internationale Archäologische Projekt in Shahr-i Sokhta (MAIPS). Die Forschungsergebnisse wurden 2019 veröffentlicht.

## Fundort
Mit einer Größe von mehr als 300 Hektar gilt der Fundort als größte prähistorische Fundstätte in Iran. Weitere 40 Satellitenstädte wurden in ihrem Umfeld ausgemacht. Die Fundstätte lieferte wichtige Informationen über bronzezeitliche Besiedlungen der Region (3. Jahrtausend v. Chr.).
Die Stadt wird in vier Bauperioden bzw. Besiedlungsschichten unterteilt und wurde insgesamt dreimal abgebrannt.
| Periode | Datierung | Siedlungsfläche |
| ------- | --------- | --------------- |
| I       | 3200–2800 | 10–20 ha        |
| II      | 2800–2500 | 45 ha           |
| III     | 2500–2300 | 100 ha          |
| IV      | 2300–2100 |                 |

Periode I ist nur aus Tiefschnitten bekannt. Schahr-e Suchte hatte zu dieser Zeit sowohl Kontakte mit Elam (eine proto-elamitische Keilschrifttafel und Siegel wurde in Tiefschnitt XDV gefunden) als auch mit dem südlichen Turkmenistan. In Periode II dehnte sich die Siedlung stark aus; verschiedene Handwerke, wie die Herstellung von Perlen aus Halbedelstein, Korbflechterei und die Wollverarbeitung, lassen sich nachweisen. Periode III zeigt eine starke Erweiterung der Siedlung und Belege für soziale Differenzierung. Keramik wurde unter anderem aus Mundigak (Afghanistan) und dem Quetta-Tal in Pakistan importiert. Zusammen mit Mundigak war die Stadt einer der Hauptorte der Helmand-Kultur.
Nach der Zerstörung um 2100 wurde die Siedlung weitgehend verlassen, wie auch andere Fundstellen in Sistan und in Turkmenistan.
Schahr-e Suchte lag an der sogenannten Amu-Straße, die aus Zentralasien über Samarkand, Buchara, Merw, Sarachs, Maschhad, Gonabad und Schahr-e Suchte weiter nach Kerman, Tepe Yahya nach Hormuz führte, von wo die Waren mit Schiffen nach Mesopotamien transportiert wurden.

## Funde
Der größte Teil der Funde wurde auf die Zeit zwischen 2700 und 2300 v. Chr. datiert. Sie lassen darauf schließen, dass die Stadt ein Knotenpunkt der persischen mit der mesopotamischen, indischen und chinesischen Zivilisation gewesen ist.
Zu den Funden zählen Siegel, ein komplexes Handelsnetzwerk, das älteste bisher gefundene Backgammon-Spiel und bearbeitete Kunststeine aus Alabaster und Sandstein.
Die älteste bekannte Augenprothese, ein künstlicher Augapfel, wurde hier gefunden. Die Archäologen entdeckten ihn im Grab einer 25–30 Jahre alten Frau und vermuten als Material eine Mischung aus Teer und Tierfett.
Unter der Salzkruste haben sich auch organische Reste ausgezeichnet erhalten. Es wurden feine Leinengewebe wohl lokaler Herkunft (Nachweis von Leinsamen), aber auch Fasern vom Ostindischen Hanf (Crotalaria juncea), der aus Südasien stammt, und Jute (Corchorus) gefunden, die ebenfalls weitreichende Handelsbeziehungen belegen.
Lapislazuli, ein blaues Mineral, wurde als Rohmaterial in Form von kleinen Blöcken, halbfertig bearbeiteten Teilen und geschliffenen Perlen gefunden. Dazu gehörten Geräte zur Steinbearbeitung: über 200 Bohrer und 50 Klingen aus Feuerstein, Stößel, ein Hammer und mehrere Glätter aus Jaspis. Die Funde gehörten zu einer zwischen 2600 und 2400 v. Chr. datierten Werkstatt, in der Lapislazuli-Perlen hergestellt wurden. An Schahr-e Suchte führte einer der Lapislazuli-Handelswege vorbei nach Mesopotamien (Irak). Das eingeführte Mineral stammte aus der 2000 Kilometer entfernten nordostafghanischen Provinz Badachschan.
Eine Keramikvase ist möglicherweise das älteste Beispiel für eine Animation. Die Vase ist umlaufend mit einem Zyklus von fünf Bildern bemalt, die bei axialer Drehung eine Bergziege zeigen. Sie springt, um an die Blätter eines Baumes heranzukommen.